# Otfrid di Weissenburg
Otfrid di Weissenburg, in latino Otfridus Weissenburgensis (800 circa – 870 circa), è stato un monaco cristiano e poeta tedesco.
Fu allievo di Rabano Mauro (†856) nell'abbazia benedettina di Fulda e, successivamente, monaco nel monastero di Weissenburg (oggi Wissembourg) in Alsazia nel nordest della Francia. È noto principalmente per l'Evangelienbuch o Liber Evangeliorum, un’armonia evangelica in versi, scritta in dialetto francone antico.

## Biografia
Le notizie sulla sua biografia sono abbastanza scarse: nacque presumibilmente verso gli inizi dell’800 e sicuramente studiò presso l’abbazia di Fulda sotto la guida del grande maestro ed erudito Rabano Mauro. Questa preziosa informazione è lui stesso a fornircela in una delle lettere prefatorie di una sua opera, l'Evangelienbuch, indirizzata all’arcivescovo di Magonza Liutberto (863-889). Probabilmente fu allievo anche di Salomone vescovo di Costanza: sempre in una lettera prefatoria al Liber Evangeliorum, indirizzata proprio a Salomone, Otfrido lo definisce suo precettore (zuhtari). Successivamente abbiamo notizie della sua presenza all'interno dello scrittorio del monastero di Weissenburg, dove, alla metà del IX secolo, fu un attivo compositore, studioso del testo sacro e maestro. Proprio a questo periodo risale la stesura della sua opera più famosa, l'Evangelienbuch, e la compilazione di edizioni commentate di alcuni libri della Bibbia. Fu, inoltre, promotore di una intensa attività di copiatura di opere grammaticali e patristiche, indispensabili per una corretta esegesi biblica. Non abbiamo informazioni precise sulla data della sua morte, ma questa è presumibilmente avvenuta a Weissenburg attorno all’870.

## Opere esegetiche
Nel suo lavoro di composizione, Otfrido ha seguito una duplice direzione: da una parte ha dato vita all'innovativa creazione di un’opera in volgare francone-renano; dall'altra si è inserito in una tradizione ben consolidata di opere in latino legate, soprattutto, all'esegesi e allo studio della Bibbia. Lo stato degli studi è attualmente molto disomogeneo: grande attenzione e interesse sono stati rivolti all'Evangelienbuch, che dispone di una bibliografia molto nutrita; completamente opposta è la situazione che riguarda le sue opere in latino, quasi del tutto sconosciute e molte delle quali sono attualmente inedite.

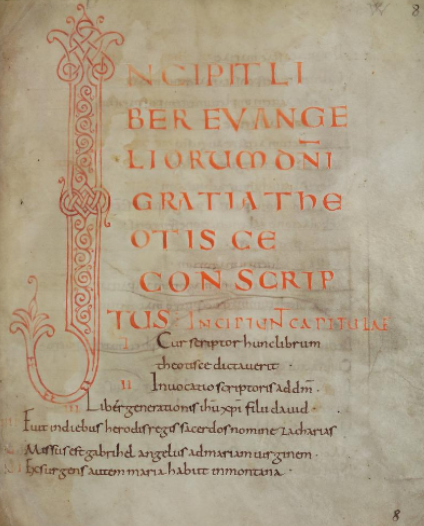
Wien, Österreichische Nationalbibliothek 2687

### Evangelienbuch
È sicuramente la sua opera più famosa e studiata: si tratta di un’armonia evangelica (ovvero un accordo tra i quattro Vangeli canonici) scritta in versi, all'incirca settemila, in dialetto francone antico. L’opera venne realizzata da Otfrido dichiaratamente in favore dei confratelli o dei laici che avevano difficoltà a comprendere il latino. Non si tratta di una traduzione diretta dal testo latino della Vulgata, ma di una libera composizione e parafrasi in una lingua che l’autore stesso definisce teothisca. Lo scopo dell’opera era raccontare la vita e gli insegnamenti di Gesù, e di fornirne una interpretazione in chiave morale e allegorica, tipico dell’esegesi biblica medievale.
Lo spiccato interesse degli studiosi per questa opera è dato dal fatto che si tratta del più antico poema religioso in volgare alto tedesco, cosa che lo rende un esemplare unico e prezioso nel suo genere. Nonostante la grande fortuna di cui gode oggi, nel Medioevo non ebbe grande circolazione.
L’opera è suddivisa in cinque libri ed è accompagnata da quattro epistole dedicatorie; tre aprono il poema: la prima, Ad Ludovicum, è indirizzata al re Ludovico il Germanico, la seconda, Ad Liutbertum, a Liutberto arcivescovo di Magonza tra l’863 e l’889, e la terza, Ad Salomonem, a Salomone vescovo di Costanza; infine un’epistola chiude l’intero libro, Ad monachos St. Galli, diretta a Hartmuat e Werinberto, due monaci del monastero di San Gallo e amici di Otfrido. A parte la lettera dedicata a Liutberto, in latino, le altre epistole sono tutte in dialetto francone antico e caratterizzate dalla presenza di acrostici. L’esistenza di queste lettere in apertura dell’opera, in particolare quella a Liutberto e quella a Ludovico il Germanico, hanno permesso di datare la stesura dell'Evangelienbuch all’incirca tra l’863 e l’871.
Il testo è tramandato da quattro manoscritti, il codice Wien, Österreichische Nationalbibliothek, 2687 (=V) e altri tre testimoni, conservati in maniera parziale: Pal. Lat. 52 (=P, della seconda metà del IX secolo) conservato alla Heidelberg Universitätsbibliothek,; Codex Discissus (= D, del X secolo), conservato in forma frammentaria in tre luoghi diversi (Berlin, Staatsbibliothek 4° 504; Bonn, Universitätsbibliothek 499 (78) folio; Wolfenbüttel, Herzog-August Bibliothek, Extravagantes 131.1-131.1a); München, Bayerische Staatsbibliothek, Cgm 14 (=F, del X secolo). Tra questi manoscritti il codice Wien 2687 ricopre un ruolo preminente: è l’unico che conserva l’opera in forma integrale, venne prodotto nello scrittorio di Weissenburg nella seconda metà del IX secolo, ed è stato riconosciuto come antigrafo e capostipite dell’intera tradizione, ma, soprattutto, come testimone autografo di Otfrido, almeno per quanto riguarda le correzioni e le aggiunte che si presentano lungo tutto il testo.

### Glossae
Otfrido, maestro a Weissenburg nella seconda metà del IX secolo, concepì, in funzione della scuola locale, un progetto di interpretazione del testo biblico. Di questo progetto ci danno testimonianza diversi commentari biblici per glossa, che riportano il testo di uno o più libri della Bibbia accompagnato da un apparato di spiegazioni marginali.
In tutti i casi si tratta di opere conservate in manoscritti provenienti dallo scrittorio di Weissenburg; Wolfgang Kleiber ha riconosciuto nella mano copista di questi codici la stessa del correttore del codice Wien 2687, precedentemente identificato come lo stesso Otfrido da Johann Kelle, e quindi, anche in questo, si tratterebbe di codici autografi. Molto interessante è il fatto che tutti questi codici presentano caratteristiche codicologiche e redazionali assai simili: il testo si presenta diviso su tre colonne, quella centrale destinata a ospitare il testo del libro biblico, mentre le altre due laterali accolgono una serie corposa di glosse collegate al testo principale mediante un ricchissimo sistema di segni richiamo tracciati corrispondenza del versetto e della spiegazione corrispondente a margine. Per rendere l’operazione più chiara e immediata, i segni di richiamo sono stati tracciati in inchiostro rosso. Si tratta sicuramente di un progetto editoriale unitario ed organico che mostrerebbe una forte intenzionalità e autorialità da parte di Otfrido.
La mano di Otfrido viene infine ricondotta, sempre da Kleiber, ad altri due codici di contenuto grammaticale i quali testimonierebbero l’attività di maestro svolta dal nostro autore all'interno della scuola monastica. Uno contiene le Institutiones di Prisciano, mentre l’altro riporta alcune opere minori di Prudenzio, in particolare l'Hamartigenia,e l'Apotheosis accompagnate da un ristretto numero di carmi, i cosiddetti Carmina Weissenburgensia.

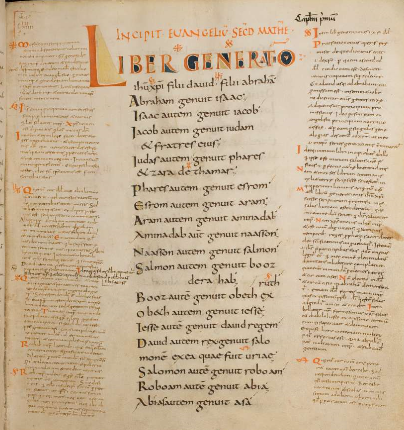
Wolfenbüttel, Herzog-August-Bibliothek, Weissenburg 26

#### Glossae in Evangelia
L’opera consiste in un corpo di glosse a commento e spiegazione del testo dei quattro Vangeli canonici. Il testo è tramandato dal codice Weissenburg 26, conservato presso la Herzog-August-Bibliothek di Wolfenbüttel.
Il manoscritto contiene al suo interno un’edizione commentata dei quattro Vangeli (ff. 14r-268v) preceduta da un corpo di prefazioni piuttosto consistente (ff. 1r-13v) e seguita da un Capitulare de anni circulo (ff. 269r-286v). A partire da un’analisi paleografica e dal confronto con il codice Wien 2867, testimone autografo dell'Evangelienbuch, Wolfgang Kleiber rintracciava anche in questo codice la mano di Otfrido, riconoscendolo come redattore e principale copista sia delle glosse sia del corpo di prefazioni.
I commentari si presentano tutti con le stesse caratteristiche formali (pagina divisa in tre, testo evangelico al centro, colonne laterali occupate da un ricco apparato di glosse collegate al testo principale mediante un sistema di segni richiamo in inchiostro rosso) e tra questi quello al Vangelo di Matteo è sicuramente il più complesso e interessante.
Grazie a uno studio sistematico delle glosse si è potuto comprendere come il contenuto di queste non sia attribuibile a una diretta composizione originale di Otfrido. L’autore ha recuperato materiale da fonti preesistenti, ha selezionato ciò che reputava più interessante e che meglio rispondeva alle sue esigenze e gli ha dato nuova forma, l’ha riordinato andando a creare un mosaico del tutto nuovo.
Per quanto riguarda le Glossae in Mattheum le fonti primarie a cui l’autore fa ricorso sono principalmente due: lo pseudo Beda nell'Expositio in Euangelium Matthaei, per la parte che va dall’inizio al capitolo 26 versetto 8, e Rabano Mauro nel suo Commentarium in Matthaeum per la restante parte.
Le spiegazioni tratte da queste due opere vengono a loro volta integrate e arricchite, per la parte dello pseudo Beda, da passi tratti dal Commentarium in Mattheum di Ilario di Poitiers e, per la parte tratta da Rabano, dal Commentarium in euangelium Matthaei di Girolamo di Stridone. Queste fonti integrative forniscono, per la maggior parte, informazioni di tipo letterale e considerazioni morali.
Vi sono, inoltre, spiegazioni di passi specifici del Vangelo di Matteo che si trovano all'interno di omelie o di opere di commento ad altri libri della Bibbia. Infine, alcune spiegazioni relative ad altri Vangeli, in particolare Luca e Marco, in forza della loro somiglianza, vengono applicate anche al Vangelo di Matteo.
Grazie allo studio materiale del codice è stato possibile riconoscere due fasi redazionali distinte: la prima riguarda la stesura delle spiegazioni tratte dallo pseudo Beda e da Rabano; la seconda riguarda le integrazioni aggiuntive, generalmente scritte in inchiostro più scuro e con margini di scrittura diversi. Un esempio possono essere le spiegazioni tratte dal Commentarium in Mattheum di Ilario di Poitiers: si tratta di passi di lunghezza considerevole che, per mancanza di spazio nel foglio, spesso non vennero scritti in maniera continuativa, ma a spezzoni, trovando posto negli spazi rimasti liberi tra le glosse introdotte nella prima fase redazionale.
Di grande interesse è stata la possibilità di individuare fisicamente, all’interno del fondo Weissenburg, i manoscritti di alcune fonti usati da Otfrido per la compilazione delle glosse: questo ha messo in evidenza una strettissima dipendenza tra i testi delle fonti e quello del nostro autore. Questo dato è stato molto utile anche per comprendere al meglio le modalità di composizione di Otfrido, il quale, nella maggioranza dei casi, si è attenuto pedissequamente a quanto trovava scritto nel testo che aveva di fronte nel momento in cui procedeva alla stesura della sua opera.

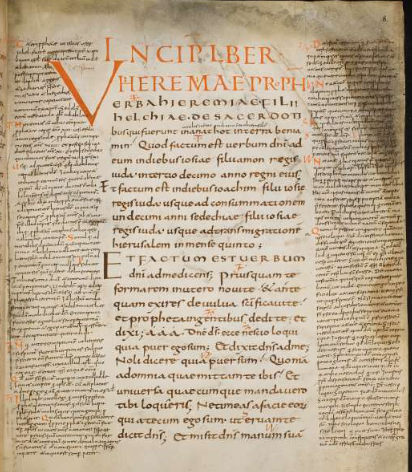
Wolfenbüttel, Herzog-August-Bibliothek, Weissenburg 32

#### Glossae in Hieremiam
Si tratta di un’edizione commentata del libro di Geremia, presenta le stesse caratteristiche redazionali del commentario ai Vangeli ed è conservata all'interno del manoscritto Wolfenbüttel, Herzog-August-Bibliothek, Weissenburg 32. Alla mano di Otfrido sono riconducibili l’intero corpo di glosse, i segni di richiamo, alcune correzioni e il carme alcuiniano presente al foglio 108r. Per quanto riguarda quest’opera non è ancora stata compiuta un’analisi sistematica delle fonti esegetiche.

#### Glossae in Isaiam
Anche in questo caso è un commento per glossa al libro di Isaia accompagnato da un breve apparato di prefazioni (ff. 1v-4v). A Otfrido si attribuisce la trascrizione dell’intero corpo di glosse nonché la realizzazione dei segni di richiamo e delle numerose aggiunte e correzioni. Il testo è conservato all'interno del codice Wolfenbüttel, Herzog-August-Bibliothek, Weissenburg 33.

#### Glossae in duodecim prophetas minores
Conservata nel manoscritto Wolfenbüttel, Herzog-August-Bibliothek, Weissenburg 36, l’opera comprende il testo dei dodici Profeti minori, a cui vengono aggiunte le rispettive prefazioni geronimiane della Vulgata. Una delle possibili fonti per le glosse è il commentario di Girolamo, ma un’analisi sistematica deve ancora essere svolta. La parte trascritta da Otfrido comprende l’intero corpo di spiegazioni marginali con i relativi segni di richiamo, le aggiunte e le correzioni.

#### Glossae in acta Apostolorum, in epistulas catholicas et in Apocalypsim
L’opera è una edizione commentata degli Atti degli Apostoli, delle Epistole Cattoliche e dell’Apocalisse, realizzata sempre su di un impianto di scrittura a tre colonne, ma con lievi differenze di carattere codicologico. L’analisi delle fonti mostra che alla base ci sono sostanzialmente i commentari agli Atti, alle Epistole e all’Apocalisse di Beda il Venerabile. Alla mano di Otfrido sono riconducibili le glosse, meno numerose rispetto agli altri commentari, i segni di richiamo, le scritture di evidenziazione e le frequentissime correzioni. Il testo è conservato nel codice Wolfenbüttel, Herzog-August-Bibliothek, Weissenburg 59.

### Carmina tria
Si tratta di una serie di tre poemi in distici elegiaci, rispettivamente di quarantaquattro, sei e due versi, attribuiti a Otfrido. Questi sono presenti all’interno del codice Reg. lat. 469, conservato presso la Biblioteca Apostolica Vaticana (ff. 25v-26v). Il manoscritto, dell’XI secolo, è in realtà una collezione di testi poetici di Walafrido Strabone (808/809 –m. 18.08.849): il De vita et fine Mammae monachi (ff. 2r-19v) e il De cultura hortorum (ff. 29v-39r), al cui interno sono conservati anche questi tre carmina.
Fin dal primo verso emerge il nome Otfridus, identificato da Michael Lapidge con il nostro autore. Il testo, dedicato a san Dionigi, racconta del furto e della conseguente restituzione di un lezionario che era stato affidato proprio all'autore.
Tali testi sono interessanti soprattutto perché permettono di cogliere ulteriori dettagli sulla vita del nostro autore: da quanto scritto nel secondo carmen, si può dedurre che Otfrido fu allievo anche di Ilduino di Saint-Denis, arcicappellano dell’imperatore Ludovico il Pio.
Hanc seriem divinorum summameque librorum
Otfridus summi scripsit amore dei,
Sancte, tua faltus, Dionisi, pace patrisque
Hiltwini et domini dulcia iussa sequens.
L’insieme di questa serie di libri sacri scrisse
Otfrido attraverso il suo amore per Dio supremo,
sostenuto, o Dionisio, dalla tua grazia e
seguendo i dolci comandi del padre e signore Ilduino.

## Edizioni

### Evangelienbuch
L'Evangelienbuch è stato più volte edito nel corso degli anni; di seguito vengono riportate le diverse edizioni del testo:
- Matthias Flacius Illyricus, Otfrid evangeliorum liber, Basilea, 1581.
- Johann Kelle Otfrids von Weissenburg Evangelienbuch. I. Text und Einleitung, Regensburg, 1856, II: Die Formen- und Lautlehre der Sprache Otfrids, Regensburg, 1869, III: Glossar, Regensburg 1881.  i tre volumi sono stati ristampati anastaticamente ad Aalen nel 1963).
- Paul Piper, Otfrids Evangelienbuch. I: Einleitung und Text, Padeborn, 1878, II: Glossar und Abriß der Grammatik, Freiburg-Tübingen, 1884.
- Oskar Erdmann: Otfrids Evangelienbuch, Halle, 1882 (Germanistik Handbibliothek, 5).

Numerose sono state anche le edizioni parziali del testo; per una rassegna completa si rimanda a W. Kleiber, Otfrid von Weissenburg. Untersuchungen zur handschriftlichen Überlieferung und Studien zum Aufbau des Evangelienbuches, Bern-München 1971.

### Glossae in Mattheum
Al momento esiste una sola edizione delle Glossae in Mattheum a cura di Cinzia Grifoni, Otfridus Wizanburgensis Glossae in Mattheum Turnhout, Brepols 2003 (Corpus Christianorum. Continuatio Mediaevalis 200).

### Carmina tria
Anche di questa opera esiste una sola edizione a cura di Ernst Dümmler, Monumenta Germaniae Historica, Antiquitates 1. Poetae Latini medii aevi, vol. II Berlin 1881, pp. 407-8.
Per ulteriori riferimenti:
- http://sip.mirabileweb.it.pros.lib.unimi.it/risultati.aspx?csel=1046&psel=2[collegamento interrotto]
- Initia carminum Latinorum saeculo undecimo antiquiorum. Bibliographisches Repertorium für die lateinische Dichtung der Antike und des früheren Mittelalters cur. Dieter Schaller - Ewald Könsgen, adiuv, John Tagliabue, Göttingen 1977, nn. 12471, 6107.
- Thomas Klein, Initia carminum Latinorum saeculo undecimo antiquiorum. Bibliographisches Repertorium für die lateinische Dichtung der Antike und des früheren Mittelalters. Supplementband, Göttingen, Vandenhoeck & Ruprecht 2005, nn. 12471, 6107.
- Michael Lapidge, Hilduin of Saint-Denis: The Passio S. Dionysii in Prose and Verse, Brill, 2017, pp. 18-20.

Le restanti opere dell’autore sono al momento inedite.

## Manoscritti digitalizzati
Evangelienbuch
- Wien, Österreichische Nationalbibliothek 2687 (=V), l’unico che tramanda l’opera per intero.
- Heidelberg, Universitätsbibliothek, Pal. Lat. 52 (= P), della seconda metà del sec. IX.
- München, Bayerische Staatsbibliothek, Cgm 14 (=F), del sec. X.

Glossae in Mattheum
- Wolfenbüttel, Herzog-August-Bibliothek, Weissenburg 26

Glossae in Hieremiam
- Wolfenbüttel, Herzog-August-Bibliothek, Weissenburg 32

Glossae in Isaiam
- Wolfenbüttel, Herzog-August-Bibliothek, Weissenburg 33

Glossae in duodecim prophetas minores
- Wolfenbüttel, Herzog-August-Bibliothek, Weissenburg 36

Glossae in acta Apostolorum, in epistulas catholicas et in Apocalypsim
- Wolfenbüttel, Herzog-August-Bibliothek, Weissenburg 59

Carmina tria
- Città del Vaticano Biblioteca Apostolica Vaticana, Reg. lat. 469

## Banche dati digitali
- Mirabile
- Manuscripta mediaevalia
- Monumenta Germaniae Historica